# フレデリック・オーギュスト・バルトルディ

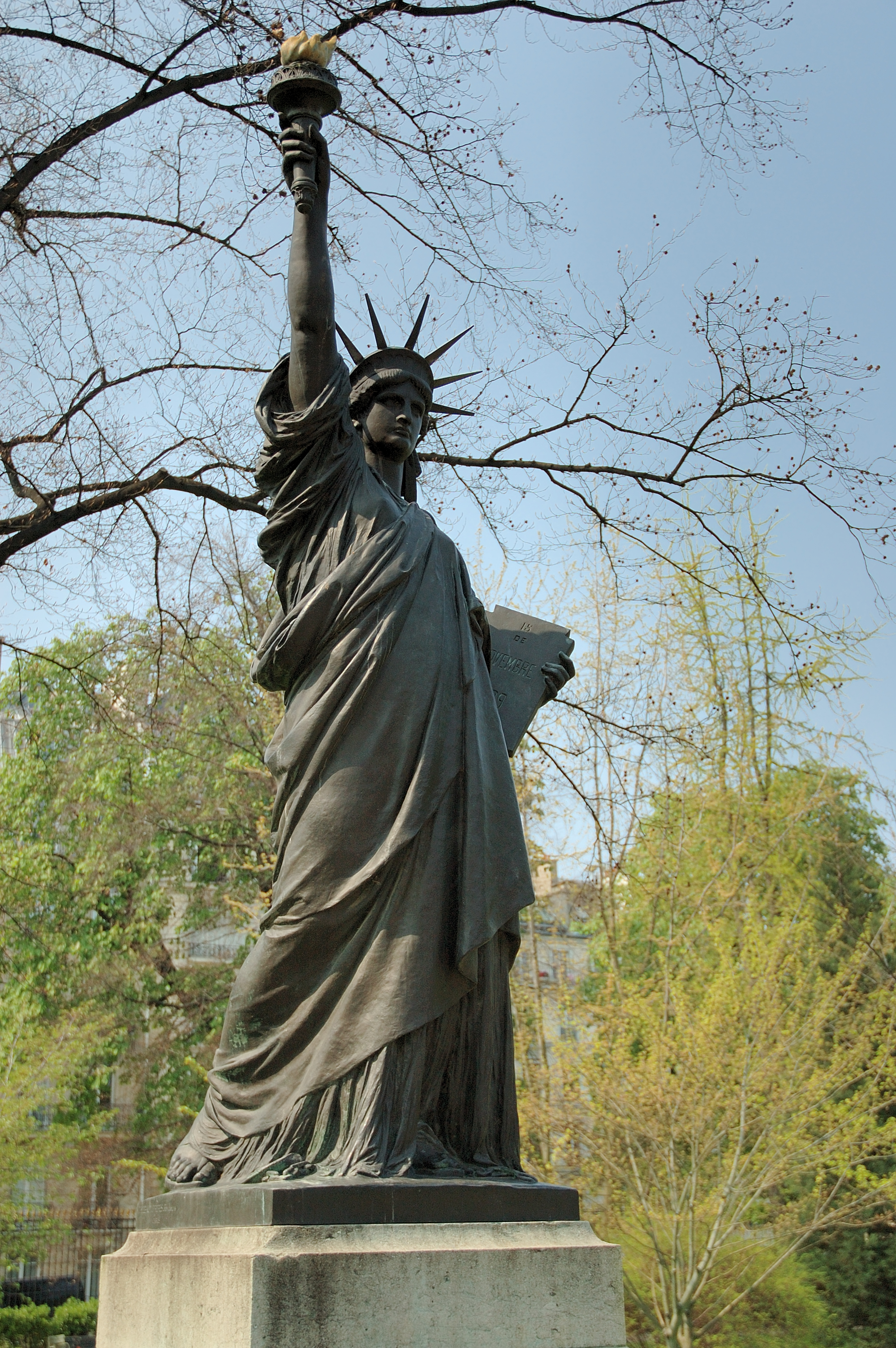
パリのリュクサンブール公園にある自由の女神

フレデリック・オーギュスト・バルトルディ（Frédéric Auguste Bartholdi、1834年8月2日 - 1904年10月4日）はフランスの彫刻家。オーギュスト・バルトルディとして知られる。

## 生涯
アルザス地方（現アルザス地域圏）のコルマールの裕福な家に生まれた。1836年に父親が亡くなり、母親は幼いバルトルディとパリに出た 。1852年にバカロレアを得て、パリ国立高等美術学校に入学し、建築を学び、新古典派の画家、アリ・シェフェールの画塾で絵画を学んだ。
1853年にサロン・ド・パリに彫刻を出展し、故郷のコルマールから、コルマール生まれのナポレオン戦争の軍司令官の、ジャン・ラップの記念像の依頼を受けた。1856年にはエジプトに旅した。
普仏戦争中はイタリアのジュゼッペ・ガリバルディが率いる義勇軍の副官を務めた。1871年に法学者で政治家のエドゥアール・ド・ラブライエに依頼されて初めてアメリカを訪れ、「自由の女神像」のプロジェクトが始まり、1875年から制作が始まり、1884年にパリで仮組み完成し、分解してアメリカに運ばれ1886年10月28日にニューヨークでの除幕式が行われた。
1882年、レジオンドヌール勲章（コマンドゥール）を受章した。
1904年、パリにて逝去。

## 代表作
- 自由の女神像

1886年にフランス政府からアメリカ政府に寄贈された。
- テロー広場の噴水

リヨン歴史地区にあるテロー広場の彫刻の噴水。
- ラファイエット伯爵像（英語版）（ アメリカ合衆国・ニューヨーク市マンハッタン区、ユニオンスクエア）
- ベルフォールの獅子像（英語版）（ フランス・ベルフォール）
- ウェルキンゲトリクス像（ フランス・クレルモン＝フェラン）
- コロンブス像※2020年撤去（ アメリカ合衆国・ロードアイランド州プロビデンス）